# Gare de Kerhuon
La gare de Kerhuon est une gare ferroviaire française de la ligne de Paris-Montparnasse à Brest, située sur le territoire de la commune du Relecq-Kerhuon, dans le département du Finistère, en région Bretagne.
La station est mise en service en 1865 par la Compagnie des chemins de fer de l'Ouest.
C'est une halte voyageurs de la Société nationale des chemins de fer français (SNCF) desservie par des trains express régionaux TER Bretagne qui circulent entre Brest et Morlaix ou Quimper.

## Situation ferroviaire
Établie à 33 mètres d'altitude, la gare de Kerhuon est située au point kilométrique (PK) 614,966 de la ligne de Paris-Montparnasse à Brest, entre les gares ouvertes de La Forest et de Brest. En direction de Brest s'intercale la gare fermée du Rody.

## Histoire
La station, établie à la suite du viaduc du même nom, est mise en service lors du passage, le 25 avril 1865, du premier train arrivant en gare de Brest en provenance de Paris. Dernière station avant la gare de Brest, en dehors du Rody, elle est prévue pour desservir Guipavas et Plougastel, mais d'autres ambitions sont également la raison de son importance, notamment l'extension de l'urbanisation brestoise et une activité de déchargement des apports en bois pour la construction des navires. Le terrain disponible fait plus de deux hectares, et dispose déjà d'un important bâtiment voyageurs et d'un quai ouvert au trafic de marchandises. 
Elle servit notamment au transport de la poudre venant de la poudrerie installée en 1876 dans la vallée du Costour.
En octobre 2015, le bâtiment voyageurs est occupé par un centre d'art.

## Fréquentation
Selon les estimations de la SNCF, la fréquentation annuelle de la gare figure dans le tableau ci-dessous.
| Année               | 2015   | 2016   | 2017   | 2018   | 2019   | 2020   | 2021   | 2022   | 2023   |
| ------------------- | ------ | ------ | ------ | ------ | ------ | ------ | ------ | ------ | ------ |
| Nombre de voyageurs | 38 793 | 39 221 | 38 626 | 36 793 | 47 127 | 35 965 | 31 808 | 39 605 | 49 527 |

## Service des voyageurs

### Accueil
Halte SNCF, c'est un point d'arrêt non géré (PANG), disposant de deux quais avec abris.

### Desserte
Kerhuon est desservie par des trains TER Bretagne qui circulent entre Brest et Morlaix ou Quimper.

### Intermodalité
Il n'y a pas de correspondance directe avec le réseau Bibus, si ce n'est à travers la ligne scolaire 75.